# Adoretus divergens
Adoretus divergens är en skalbaggsart som beskrevs av Eugène Benderitter 1928. 
Adoretus divergens ingår i släktet Adoretus och familjen Rutelidae. Inga underarter finns listade i Catalogue of Life.